# Latva-Juurikka
Latva-Juurikka är en sjö i kommunen Taivalkoski i landskapet Norra Österbotten i Finland. Arean är 37 hektar och strandlinjen är 3,44 kilometer lång. Sjön  ingår i Ijo älvs huvudavrinningsområde.   Den ligger omkring 150 kilometer öster om Uleåborg och omkring 620 kilometer norr om Helsingfors. 